# نارینه گاراگاشیان
نارینه گاراگاشیان (ارمنی: Նարինե Կարակաշյան؛ انگلیسی: Narine Karakashian؛ زاده ۳۰ ژوئن ۱۹۷۱) شطرنج‌باز و روان‌شناس اهل ارمنستان است که دارنده عنوان استاد بین‌المللی زنان می‌باشد. وی در ۳۰مین دوره المپیاد شطرنج برای ارمنستان به رقابت پرداخت

## زندگی‌نامه
وی در ۳۰ ژوئن ۱۹۷۱ به دنیا آمد مادر وی نونا گاراگاشیان نیز شطرنج‌باز بوده است و نخستین زن ارمنی بوده است که عنوان داور بین‌المللی فیده را کسب نموده است. 
| به‌دلیل برخی مشکلات فنی، نمودارها موقتاً قابل مشاهده نیستند. اطلاعات بیشتر پیرامون این مشکل در فابریکاتور و وبگاه مدیاویکی در دسترس است. | |
| | به‌دلیل برخی مشکلات فنی، نمودارها موقتاً قابل مشاهده نیستند. اطلاعات بیشتر پیرامون این مشکل در فابریکاتور و وبگاه مدیاویکی در دسترس است. |